# Філіппо Ліппі
Філіппо Ліппі (італ. Filippo Lippi; 1406, Флоренція — 9 жовтня 1469, Сполето) — італійський художник часів Відродження.

## Життєпис
Народився у місті Флоренція в родини м'ясника Томазо Ліппі. Мати Філіппо померла під час пологів. Незабаром помер батько. Піклувалася про малого тітка Лапація. У 1414 році було віддано до монастиря кармелітів (Дель-Карміні). У 1421 році став ченцем (тому надалі його стали звати Фра Філіппо). У 1424 році він захопився малюванням, став вивчати це мистецтво. У 1424 переїхав до Сієни, а у 1426 році до Прато, де вивчав фрески у церквах. З часом став художником монастиря кармелітів у Флоренції. Офіційно визнано таким його у 1430 році. Перші роботи Фра Філіппо відзначені значним впливом Мазаччо та Сандро Боттічеллі. Першою відомою роботою є фреска з історії кармелітського ордену та «Мадонна Тривульціо» (1431 рік).
У 1432 році переїхав до Падуї, де виконує роботи для місцевих церков і монастирів. У цьому місті у 1434 році створив фрески для Базиліки Святого Антонія. По поверненню у 1437 році до Флоренції Ліппі відкрив власну майстерню. З цього моменту він виробляв власний стиль малювання. Він вже жив поза стін монастиря, виконуючи роботи для впливових містян. Значні замовлення надавали представники роду Медічі.

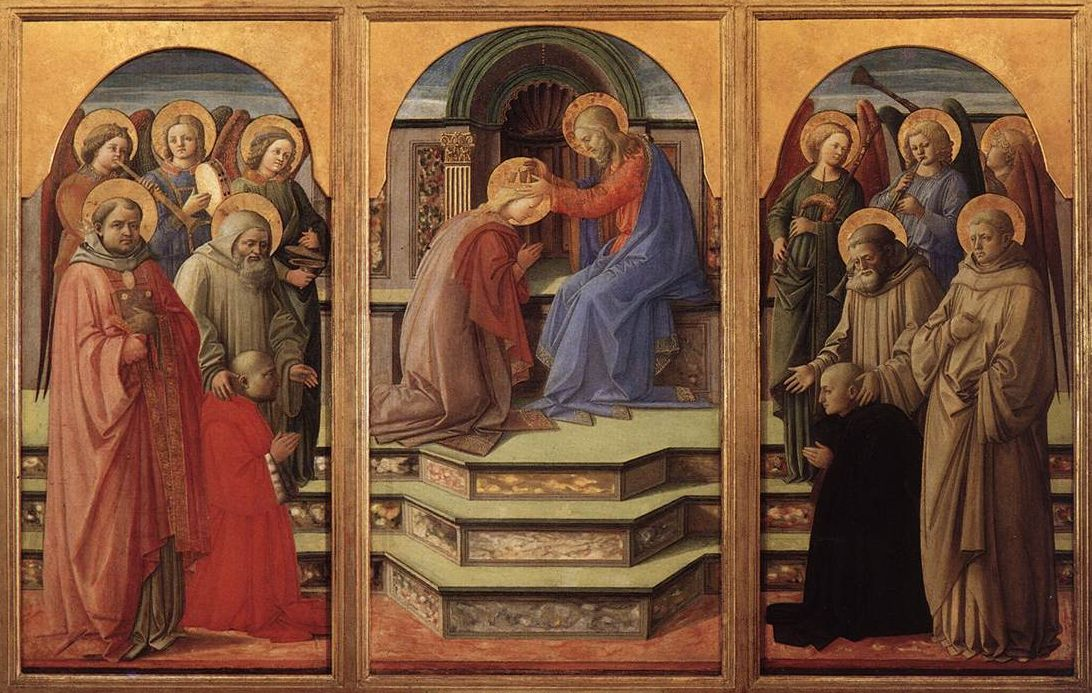
«Коронування Богоматері»

У 1437 році створив низку фресок на релігійну тематику: «Мадонна з немовлям в оточенні святих Фредіоно й Августина», «Мадонна з немовлям». Водночас у 1440—1442 роках працював над замовленнями родини Мартеллі. У 1441—1443 роках розписав вівтар «Коронування Богоматері». У 1443—1445 роках працював над Золотими воротами монастиря Замурованих.
У цей час отримував підтримку з боку папи римського Євгена IV, який на той час перебував у Флоренції. У 1447 році розписує канцелярію Палацу Сеньйорії.

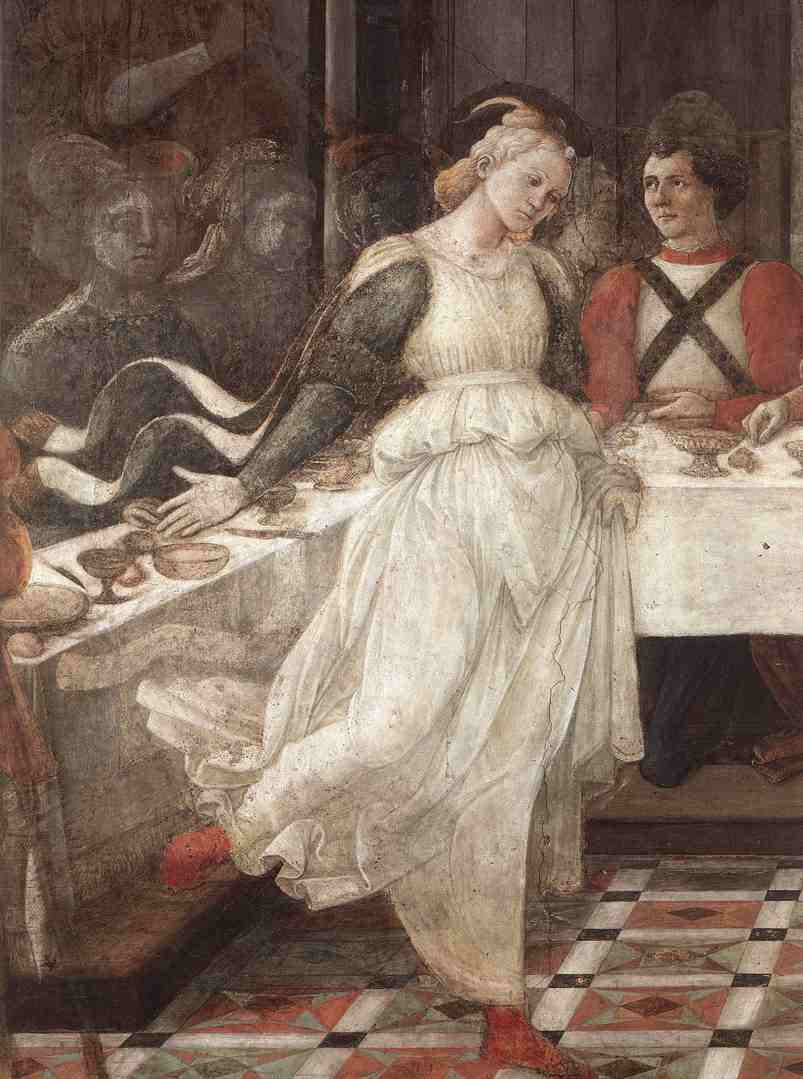
Лукреція Буті

У 1452 році переїхав до м. Прато, де створив фрески для капели Санто-Стефано Маджоре. Втім внаслідок несплати грошей Ліппі не завершив роботу. Після довгих суперечок фрески були виконані у 1465 році. У 1456 призначено капеланом монастиря Санта-Маргеріта, де зустрів і закохався в черницю Лукрецію Буті. Остання незабаром перебралася до будинку Ліппі. Лише у 1461 році на прохання Козімо Медічі папа римський Пій II дозволив їм одружитися, хоча Філіппо Ліппі був проти весілля.
У 1458—1460 роках працював для розпису Палацо Медічі. У 1466 році переїхав до м. Сполето, де Ліппі працював над фрескою «Історія Діви» для місцевого собору. У 1467 році перебрався до Пістойї, де виконував замовлення для Товариства Святої Трійці. У 1468 році переїхав до Прато, а у 1469 році — повернувсяся до Сполето, де й помер 9 жовтня того ж року.